# Швальбах (Таунус)
Швальбах (нем. Schwalbach am Taunus) — город в Германии, в земле Гессен. Подчинён административному округу Дармштадт. Входит в состав района Майн-Таунус. Население составляет 14 695 человек (на 31 декабря 2010 года). Занимает площадь 6,47 км². Официальный код — 06 4 36 011.

## История
В конце XIX — начале XX века на страницах Энциклопедического словаря Брокгауза и Ефрона Швальбах именовался курортом, имеющим 7 железных источников (8,75—12,5 °С), содержащих двууглекислую закись железа, двууглекислую закись марганца, двууглекислый натр, двууглекислую известь, двууглекислую магнезию. Воду использовали для питья и для ванн. Там же говорилось следующее: «Купальные заведения устроены превосходно. Большой съезд пациентов (до 6000 человек). Вода источников рассылается в значительном количестве (160 000 бутылок ежегодно)».